# Fanianowo
Fanianowo [pronunciación en polaco: /faɲUnˈnɔvɔ/] (en alemán: Adolfsdorf) es un pueblo ubicado en el distrito administrativo de Gmina Łobżenica, dentro del Distrito de Piła, Voivodato de Gran Polonia, en el oeste de Polonia central. Se encuentra aproximadamente a 9 kilómetros al sureste de Łobżenica, a 44 kilómetros al este de Piłun, y a 98 kilómetros al norte de la capital regional Poznań.